# Parachiton jordanensis
Parachiton jordanensis is een keverslakkensoort uit de familie van de Leptochitonidae. De wetenschappelijke naam van de soort is voor het eerst geldig gepubliceerd in 2004 door Anseeuw & Terryn.